# Hewitt (Texas)
Hewitt é uma cidade localizada no estado norte-americano de Texas, no Condado de McLennan.

## Demografia
Segundo o censo norte-americano de 2000, a sua população era de 11.085 habitantes.
Em 2006, foi estimada uma população de 13.207, um aumento de 2122 (19.1%).

## Geografia
De acordo com o United States Census Bureau tem uma área de
17,9 km², dos quais 17,9 km² cobertos por terra e 0,0 km² cobertos por água.

## Localidades na vizinhança
O diagrama seguinte representa as localidades num raio de 12 km ao redor de Hewitt.